# Biljno ulje kao gorivo
Biljno ulje je alternativno gorivo za dizelove motore i plamenike. Viskozitet biljnog ulja se mora smanjiti, da bi se moglo upotrebljavati u dizelovim motorima, u suprotnome bi došlo do nepotpunog izgaranja i zaostali ugljik bi u konačnici uništio sami motor. Entuzijasti biljno ulje (korišteno kao gorivo) radije nazivaju otpadno biljno ulje, ako je ulje npr. otpad iz restorana ili  čisto biljno ulje da bi se razlikovalo od biodizela. 

## Povijest
Prva zabilježena upotreba biljnog ulja kao goriva u dizelovom motoru bila je 1900-te godine na svjetskom sajmu (World's Fair). U demonstraciji je prikazan motor iz Ottove tvornice kojeg je pogonilo kikirikijevo ulje. U svojem kasnijem radu, Rudolf Diesel je istraživao upotrebu biljnog ulja kao goriva u motorima koje je sam konstruirao. On je 1912. godine održao prezentaciju u britanskom Institutu inženjera strojarstva i iznio činjenicu: „Činjenica da se biljna ulja mogu upotrebljavati kao goriva danas se čini zanemarivom, ali ta ulja bi za određeno vrijeme mogla poprimiti jednaku važnost kakvu danas imaju prirodna mineralna ulja i katranovi proizvodi.“  Periodične nestašice nafte dovele su do istraživanja biljnog ulja, kao zamjene za dizel tijekom 30-tih i 40-tih godina prošlog stoljeća i ponovno u 70-tim i ranim 80-tim godinama, kada se čisto biljno ulje najviše istraživalo. 70-tih godina je prvo komercijalno njemačko poduzeće Elsbett dozvolilo potrošačima da upotrebljavaju čisto biljno ulje u svojim automobilima. U 90-tima se javio Bougainville konflikt, otočani koji su bili ocijepljeni od naftnih zaliha zbog blokada koristili su kokosovo ulje kao gorivo za svoja vozila. Akademska istraživanja vezana za čisto biljno ulje naglo su se smanjila u 80-tim godinama zbog opadanja cijene nafte i sve većeg interesa za biodizelom.

## Primjene i korisnost
Inženjeri i entuzijasti eksperimentiraju s biljnim uljem, kao gorivom za dizelove motore, od početka dvadesetog stoljeća, ali su tek nedavno određena potrebna svojstva goriva i parametri motora za pouzdano djelovanje. Postoje nekoliko studija koje prikazuju pouzdanu dugotrajnu upotrebu biljnog ulja; njemački Deutz AG F3l912W i common rail motor u Mercedes-Benz 220 C Class. Većina automobilskih dizelovih motora mogu koristiti čisto biljno ulje, uz određene modifikacije. Viskozitet i površinska napetost čistog biljnog ulja mora se reducirati predgrijavanjem, koristeći otpadnu toplinu motora ili struju, jer bi inače moglo doći do loše automatizacije, nepotpunog izgaranja i karbonizacije. Jedno od čestih rješenje je dodavanje izmjenjivača topline, dodatnog spremnika za obično dizelovo gorivo (ili biodizel) i trostrukog ventila koji će se moći prebacivati s dodatnog na glavni spremnik (takva naknadna modifikacija košta oko $1200 USD.) Motor se pali pomoću dizela, te se prebacuje na biljno ulje čim se ono dovoljno zagrije, neposredno prije gašenja ponovno se prebacuje na dizel kako ne bi došlo do zaostajanja biljnog ulja u motoru i cijevima za dovod goriva. U hladnijim podnebljima je često potrebno zagrijati cijevi za dovod goriva i spremnik, jer biljno ulje može postati jako viskozno i čak se može skrutiti pri nižim temperaturama.

Preobrazbe pojedinačnog spremnika započele su u Njemačkoj i koriste se diljem Europe. Takve preobrazbe omogućuju pogon motora na ulje uljane repice, koje je u suglasnosti s njemačkim standardom DIN 51605. Modifikacije motora pomažu pri paljenju samog motora i tijekom faze zagrijavanja. Pravilno modificiran motor s indirektnim ubrizgavanjem (IDI motor) imaju 100%-tnu učinkovitost do temperature od -10° C. Motori s direktnim ubrizgavanjem (DI motori) se moraju najprije predgrijati s block grijačem ili dizelovim grijačem. Jedini izuzetak je VW TDI motor s modificiranim spremnikom, kojeg nude nekoliko njemačkih proizvođača. 
Da bi se osigurala dugotrajna izdržljivost mora se češće mijenjati ulje i potrebna su češća održavanja motora. Kod nemodificiranih motora nepoželjni učinci se mogu reducirati miješanjem ili „rezanjem“ čistog biljnog ulja s dizelom. Neki mehaničari koji su održavali motore na otpadno biljno ulje ustanovili su pojačano habanje motora i kvarove na pumpama za gorivo i klipnim prstenima. Takve greške se mogu povezati s korištenjem ulja loših svojstava i sastava, također s lošim održavanje motora, neprikladnom modifikacijom motora i s neprikladnim režimima rada. Većina automobila s IDI motorima, koji imaju pumpe s „in-line“ ubrizgavanjem, mogu koristiti čisto biljno ulje za rad pri svim temperaturama osim zimskim. IDI Mercedes-Benz vozila koja imaju pumpe s „in-line“ ubrizgavanjem i automobili s PSA XUD motorima, koji su također opremljeni s grijačem za filter goriva imaju prihvatljivu efikasnost. Pouzdanost motora ovisi stanju motora. Češća održavanja, naročito održavanja ubrizgavala goriva ,rashladnog sustava i svjećica osigurat će dugovječnost motora. 

## Svojstva
Najčešće korišteno biljno ulje u UK je ulje uljane repice, čije je ledište na -10 °C. Također se istražuje upotreba suncokretnog ulja, čije je ledište na -17 °C, jer je pogodnije za paljenje motora pri hladnijem vremenu. Nažalost, ulja s nižim ledištima su manje zasićena i lakše polimeriziraju uz prisutnost atmosferskog kisika.

### Kompatibilnost materijala
Slobodne masne kiseline u otpadnom biljnom ulju loše utječu na metale. Najveći utjecaj imaju na bakar i njegove legure, kao mjed. Slobodne masne kiseline uklanjaju cink i cinkove prevlake i također utječu na lim,olovo, željezo i čelik. Otporni materijali su čelik i aluminij. 

## Primjeri
Narodi s pacifičkih otoka koriste kokosovo ulje kako bi smanjili troškove i ovisnost o uvoznom gorivu, a pri tom pomažu stabilizaciji tržišta kokosovog ulja. Kokosovo ulje se može koristiti samo na mjestima gdje temperature ne padaju ispod 17 °C, osim ako se ne ugrade dvostruki spremnici ili dodatni grijači spremnika. Na sreću, iste tehnike, za upotrebu pri hladnijim temperaturama, koje su već razvijene kod biljnog ulja (npr. ulja uljane repice), se mogu primijeniti na kokosovo ulje i time omogućiti njegovo korištenje i na temperaturama nižim od 17 °C.

## Grijanje domova
Većina kućnih ložišta i bojlera na ulje, uz minimalne preinake, mogu sagorijevati biodizel ili filtrirano, predgrijano otpadno biljni ulje. Biljna ulja ne sagorijevaju „čisto“ kao ulja dobivena iz nafte, ali ako ih potrošači kod kuće prerade, osigurat će si zamjetnu uštedu. Većina restorana poklanja iskorišteno ulje za kuhanje ili ga prodaje uz minimalnu naknadu, dok je sama prerada tog ulja u biodizel jednostavna i jeftina. Direktno sagorijevanje filtriranog otpadnog biljnog ulja je nešto problematičnije, zbog njegove veće viskoznosti, ali je moguće uz njegovo prethodno zagrijavanje. Grijanje na otpadno biljno ulje može biti ekonomična opcija tamo gdje regulacije od požara i police osiguranja to dozvoljavaju i za one ljude koje imaju potrebne strojarske i eksperimentalne sklonosti.

## Dostupnost

### Otpadno biljno ulje
SAD je 2000. godine proizveo 11 milijardi litara otpadnog biljnog ulja, uglavnom iz industrijskih pržilica iz tvornica za preradu krumpira, iz tvornica za proizvodnju grickalica i restorana brze hrane. Kada bi se prikupilo svih 11 milijardi litara tog otpadnog biljnog ulja i kad bi se zamijenilo s jednakom energetskom količinom nafte, utrošak nafte u SAD-u bi pao za 1%. Upotreba otpadnog biljnog ulja kao goriva konkurira njegovim drugim upotrebama, što utječe na njegovu cijenu kao goriva, također povećava njegovu cijenu kao inputa za druge upotrebe.

#### Čisto biljno ulje
Čisto biljno ulje za razliku od otpadnog biljnog ulja nije nusprodukt neke druge industrije i zato njegova upotreba kao gorivo nije ograničena kapacitetima drugih industrija. Proizvodnja čistog biljnog ulja za potrebe goriva je teoretski ograničena samo s agrikulturnim kapacitetom određene ekonomije.